# Mass-media în Republica Moldova
Mass-media din Republica Moldova s-a dezvoltat, în principal, în perioada post-sovietică. Imediat după declararea independenței, piața de media din Moldova era practic inexistentă. Presa moldovenească era constituită din televiziunea națională (moștenită de la URSS), cele două canale ale societății naționale de radiodifuziune, precum și câteva ziare.
Fosta televiziune sovietică, cu sediul la Moscova, a continuat să transmită în Moldova, exclusiv în limba rusă. Concomitent, televiziunea de stat din România (Televiziunea Română) a început să-și transmită programele de la București, ulterior emisia acestei televiziuni a fost sistată (invocându-se motive financiare) și înlocuită cu televiziunea autohtonă "2 Plus", care inițial în mare parte retransmitea televiziunea națională din România, TVR 1.
Programele de televiziune române și ruse s-au dovedit concurență neloială pentru piața săracă de televiziune din Moldova. Dezvoltarea rapidă a audiovizualului în cele două țări, a făcut ca moldovenii să primească tot mai multe stații TV străine în detrimentul producțiilor autohtone. Piața de publicitate s-a concentrat pe fluxurile TV retransmise din România și Rusia. Chiar dacă guvernul moldovean primește bani din România și Rusia pentru înlesnirea transmisiunii în Moldova, aceste sume sunt net inferioare celor care ar fi rezultate din publicitate.
Așadar în anii de după independență în Moldova nu au apărut stații TV locale care să acopere întreaga țară. În schimb a început crearea filialelor locale ale televiziunilor străine. Prima a fost Pro TV Chișinău, care retransmite programele „Pro TV” de la București cu câteva programe de știri locale în română . Același lucru se întâmplă cu canalul rus „ORT”, care a devenit cel mai popular canal în Moldova după independență.
La 1 ianuarie 2015, în Republica Moldova erau înregistrate 218 licențe audiovizuale, dintre acestea, 72 de licențe de emisie pentru serviciile televizate și 58 de licențe pentru serviciile radiofonice:
- 35 de licențe pentru difuzarea serviciilor televizate prin eter;
- 10 licențe pentru studiouri televizate cu emisie prin satelit;
- 27 de licențe pentru studiouri televizate cu emisie prin cablu.
- 55 în domeniul difuzării serviciilor radio prin eter;
- 2 în domeniul difuzării serviciilor radio prin satelit;
- 1 în domeniul difuzării serviciilor radio prin fir.

În 2015, în conformitate cu noile modificări la Codul audiovizualului, operatorii privați de radio au fost obligați să facă publice numele proprietarilor beneficiari și datele privind cota lor de participare la capitalul social, precum și alte informații de interes public. Până la 10 noiembrie 2015, aceștia urmau să facă publice informațiile pe pagina web a serviciului de programe și, în același termen, să le furnizeze Consiliului Coordonator al Audiovizualului.

## Televiziune
Teleradio Moldova este compania publică de televiziune care transmite postul de televiziune Moldova 1. Postul difuzează emisiuni sociale, buletine de știri în limbile română și rusă și emisiuni de divertisment și actualitate.
TVC21 , lansat în 1994, este un post TV moldovenesc de limbă rusă care transmite săptămânal două emisiuni în limba română: "Bună dimineața, Chișinău!" (din 25 iulie 1998) și Casino Muzical (din 1 octombrie 2006).
În 1997 este lansat la Chișinău postul de televiziune privat NIT TV (Noile idei televizate) cu emisie aproape exclusivă in limba rusă și apropiat de Partidul Comuniștilor din Republica Moldova. Ca urmare a ajungerii PCRM la putere în anul 2001, NIT TV reuseste ca pana in anul 2005 să obțină de la CCA (Consiliul Coordonator al Audiovizualului) frecvente de emisie prin eter, astfel incât, în prezent este recepționat liber si gratuit pe aproape întreg teritoriul republicii.
Pro TV Chișinău, lansat la sfârșitul lui 1999 emite în eter pe raza orașelor Chișinău, Bălți, Cahul, Varnița, Anenii Noi  și suburbii, precum și prin rețelele de cablu în toată țara. Retransmite programele postului omonim din București, dar creează și emisiuni proprii (buletine de știri locale, emisiunea „În profunzime” cu Lorena Bogza, „VIP Magazin”, „Autoexpert”). Potrivit barometrului Opinia, Pro TV Chișinău este cel mai bun post de televiziune din Moldova în perioada 2002-2006. Pro TV Chișinău impreuna cu NIT TV sunt singurele televiziuni din dreapta Nistrului prezente pe retelele de cablu din Transnistria.
Pro TV Chișinău a fost barometrul grilă post de televiziune in Republica Moldova in perioada 2016-2017
In 2002 este fondat RIF TV, care avea sa devina mai tarziu N4, post de televiziune cu emisie aproape inegrala in limba rusa, care acopera in prezent aproximativ 70% din teritoriul Republicii Moldova.
Tot in 2002 este inființat si EuTV Chișinău.Postul a fost înființat în anul 2002 ca un post public în proprietatea municipalității Chișinău și a fost privatizat în 2007, fiind cumpărat de Igor Boldureanu. EUTV a ajuns la inceputul anului 2009, sa fie in incapacitate de plata, astfel s-a ajuns sa se renunte la redactia de stiri, pentru moment difuzandu-se doar filme artistice dublate in Limba rusă si subtitrate in in Limba română. Trebuie precizat ca in acest moment EUTV are acoperire pentru 50-60% din teritoriu si drepturi de emisie care i-ar putea asigura un procent de 70-75% acoperire din republica.
La 1 martie 2006, a fost lansat canalul TV7, care retransmite preponderent emisiunile postului rus NTV, dar produce și propriile programe informative și analitice: „Astăzi în Moldova” (în rusă), „Cotidian” (în română), „Cotidian Exclusive” (în română, uneori în rusă), „Vedete cu șorț” (în română), „Studio deschis” (în rusă)  și prognoza meteo (în română și rusă). Programul poate fi recepționat prin toate rețelele de cablu din capitală.
La 5 martie 2010 a început să emită prima televiziune de știri din Republica Moldova având denumirea "Jurnal TV". Acesta are majoritatea emisiunilor în limba română, și o parte în limba rusă. Jurnal TV este și prima și singura televiziune din Republica Moldova care poate fi vizionată și în România prin intermediul rețelelor de cablu tv.

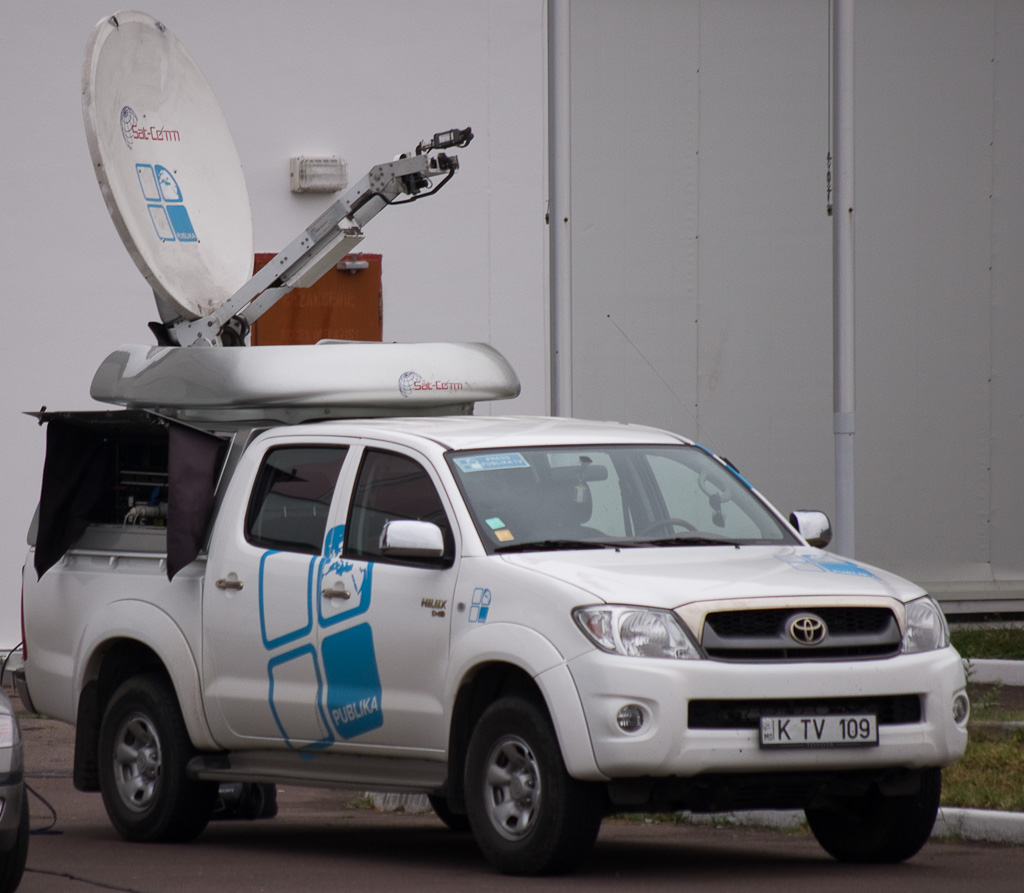
Publika TV

În anul 2010 o altă televiziune de știri, Publika TV a început să emită.
Publika TV este o televiziune multiculturală, bilingvă, cu programe în limbile română și rusă, care transmite știri din oră în oră, precum și talk-show-uri pe teme politice, economice și sociale. Publika TV este o investiție românească a grupului media Realitatea-Cațavencu.
Piața de cablu din Moldova este dominată de operatorul Sun TV, care transmite în pachetele sale, în afara televiziunilor cu flux local, și posturi din România ca : TVR 1, PRO TV, Realitatea TV, Național TV, Prima TV, Acasă TV, Kiss TV, N24, TeleSport, Minimax, Favorit, HBO, AXN dar și canalele Viasat History, Discovery, National Geographic Channel și Animal Planet dublate în rusă cu titrare în română.
Alături de Sun TV în Republica Moldova mai activează și rețele de cablu tv și satelit, printre care și Focus Sat, care este prima companie care a început a presta servicii TV digital prin satelit.
Pe 4 iulie 2014, Consiliul Coordonator al Audiovizualului a sancționat o serie de posturi de televiziune, și anume „TV7”, „Prime”, „Ren TV Moldova”, „RTR Moldova” și „Rossia 24”, pentru că ”în emisiunile informativ-analitice preluate din Federația Rusă, posturile de televiziune respective utilizează instrumente de propagandă agresive, promovează și intensifică zvonuri neconfirmate, manipulează prin text și imagini, utilizează etichetări pentru a discredita și a prezenta într-o conotație negativă guvernul de la Kiev, dezinformează și manipulează opinia publică referitor la evenimentele din Ucraina prin tertipuri de montaj și comentarii ce abundă în invective. De asemenea, posturile monitorizate au difuzat știri și reportaje în care nu există pluralism de opinii, acestea prezentînd, unilateral și preponderent punctul de vedere al Moscovei și al adepților federalizării Ucrainei. Limbajul utilizat în comentarii este unul agresiv și intolerant, care conține insulte directe față de Guvernul Ucrainei și față de populația care îl susține. Totodată, raportul evidențiază cîteva cazuri de instigare la violență și ură interetnică, discriminare pe motiv de apartenență la forțele proucrainene  și proeuropene.”
La 1 ianuarie 2016 a început să emită canalul NTV Moldova,a difuzat în Edineț, Soroca, Bălți, Ungheni, Chișinău și Cahul.
La 28 noiembrie 2016 a început să emită postul Axial TV, difuzat pe internet și de cei mai importani țdistribuitori de servicii IP TV, pe înttreg teritoriul Republicii Moldova, în format SD și HD, 100% producție proprie (Știrile Axial TV, Focus, "Șezătoare cu mic și mare", "Ora liceanului", "Matinal cu Peter Pan și aliiț", "Discuții la 4 ace", "Muzic hall" etc.

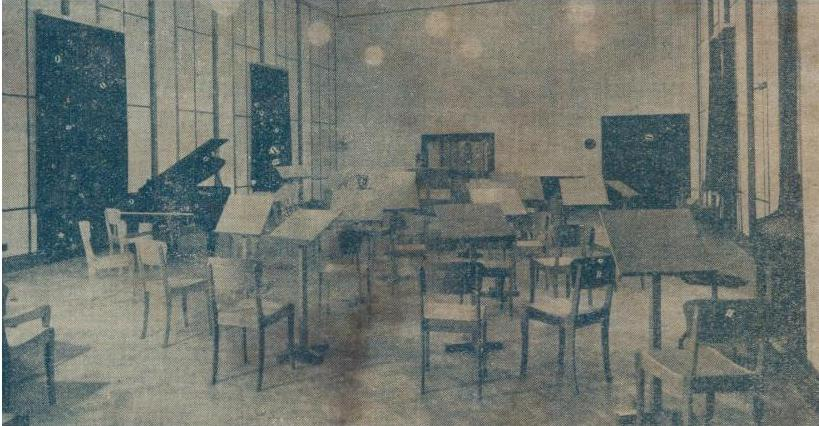
Radio Basarabia înaintea ocupației sovietice din 1940

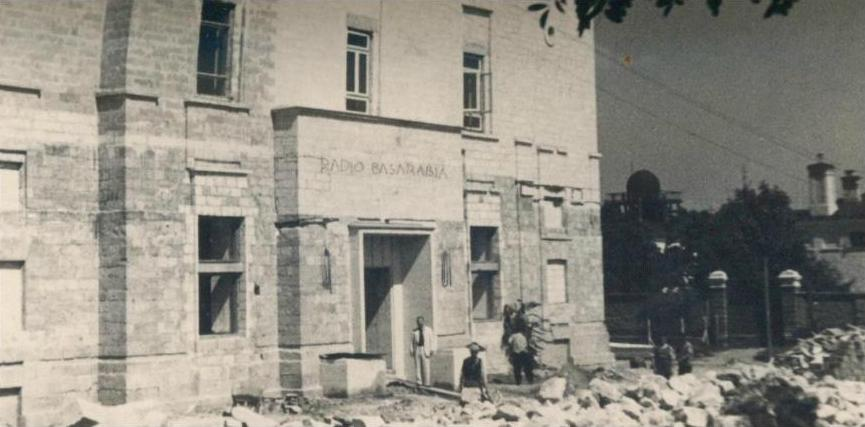
Clădirea postului radio Chișinău în 1937, la începerea lucrărilor de construcție

Primul post de radio din Chișinău, Radio Basarabia, a fost inaugurat oficial pe 8 octombrie 1939, prin transmiterea liturghiei de la Catedrala Mitropolitană din Chișinău.
Piața de radio din Moldova este mult mai bine delimitată din punct de vedere lingvistic între limbile română și rusă. Sub auspiciile societății publice „Teleradio Moldova”, emite postul național Radio Moldova, singurul post de radio care acoperă integral teritoriul Moldovei. Alte posturi cu acoperire națională sunt Vocea Basarabiei (90% din teritoriul Moldovei) BBC (70%), Antena C (61%) și Micul Samaritean, toate preponderent de limbă română. Pe lângă posturile naționale, există o serie de stații de radio încadrate în categoria regionale, între care se numără și majoritatea stațiilor de radio retransmise din România și Rusia cu un anumit volum de producții locale. În funcție de acoperire, cei mai importanți operatori regionali de radio sunt radiourile moldovenești „Sănătatea” și „Radio Noroc” cu o acoperire de 21% și, respectiv, 19% din teritoriu, precum și posturile retransmise de la Moscova („Ploaia de argint”, „Русское радио”) și de la București („Național FM”). În Chișinău, însă, și în suburbii, sunt difuzate și stațiile locale ale Kiss FM, Radio 21, Radio ZU și PRO FM din România, cu inserții locale, sau posturi autohtone ca Fresh FM, Radio Discovery, toate cu profil muzical.
Potrivit sondajului sociologic online „Moldova 2006. Bilanțul anului”, între preferințele ascultătorilor moldoveni se numără Radio Antena C și Radio Noroc cu aproximativ 10% din răspunsurile exprimate fiecare, Kiss FM (8%) și Hit FM (6%).
Lista stațiilor de radio în FM (87,50 - 108,00 MHz cu o rată de 50 kHz) și VHF (65,81 - 74,00 MHz cu o rată de 30 kHz) în Chișinău la 22 iunie 2008: